# Strukturální marxismus
Strukturální marxismus je v sociovědním pojetí speciální teorie vycházející z marxistické filozofie a strukturálního funkcionalismu, která se rozvinula ve Francii v 60. letech 20. století. Teorie je založena na rozdělení společnosti do jednotlivých struktur: ekonomická, politická, teologická a teoretická. Všechny čtyři struktury mají přitom osobité vlastnosti, plní konkrétní funkce a řídí se stejnými procesy. Důležité faktory, které podle teorie definují společenské interakce, jsou princip směny a proces produkce. Hlavní představitelé strukturálního marxismu byli francouzský antropolog a filozof Claude Lévi-Strauss (1908–2009) a sociolog Louis Althusser (1918–1990).

## Hlavní myšlenky teorie
Celá teorie je silně provázána s Marxistickou filozofií. Louis Althusser při jejím vývoji čerpá zejména z pozdního období marxismu, ale odmítá Marxův ekonomický determinismus. Ačkoli by se mohlo zdát, že strukturální marxismus je antonymem ke kapitalistickému myšlení, úzce s ním souvisí a některé své myšlenky staví právě na fungování kapitalistické společnosti.
Podle teorie Louise Althussera se všechna společenství skládají ze čtyř rovin (instancí nebo struktur): ekonomická, politická, ideologická a teoretická. Každá z rovin má svůj vlastní způsob „produkce“ a plní odlišnou funkci, kterou jí společnost „zadává“. Instance se často v určitých situacích překrývají a doplňují. Avšak Louis Althusser navázal na myšlenky Strausse, když označil ekonomickou instanci za tu nejdůležitější ze všech a tvrdil, že ostatní instance jí ve finále podléhají, přestože samy mohou být dosti význačné. Proto označujeme ekonomickou rovinu jako „superinstanci“. To znamená, že v určité sociální formaci mohou dominovat jiné instance než hospodářství, ale jejich dominanci stejně musíme vysvětlit ekonomicky.
Podle Althusserova procesu je možné, každý proces popsat pomocí 3 prvků a 2 vztahů. Prvky jsou: 1. pracovníci, 2. výrobní prostředky, 3. nepracující (přivlastňovatelé nadhodnoty). Vztahy jsou: 1. vztah k vlastnictví, 2. vztah k reálnému nebo materiálnímu přivlastnění. Kombinací těchto prvků a vztahů, tedy lze získat jednotlivé formy výrobních procesů.
Louis Althusser i Claude Lévi-Strauss tvrdili, že struktury jsou výsledkem transformačních sil a „třecích ploch“ ve společnosti a jedinec na ně nemá ani nemůže mít žádný vliv. Jedincovo přesvědčení je tedy pouze důsledkem působení ideologie, která v dané kultuře či společnosti působí. Althusser ve spojení s touto myšlenkou mluvil o teoretickém antihumanismu.

## Strukturální interpretace Marxe podle Louise Althussera
Za nejvýznamnějšího strukturálního marxistu je považován francouzský filozof Louis Pierre Althusser. Proslavil se zcela originální a poutavou interpretací Marxových děl i Marxe samotného.
Althusserovou celoživotní snahou bylo překonání stalinismu. Snažil se z Marxova marxismu učinit rovnocennou vědu, která by představovala vodítko pro politickou stranu nebo hnutí usilující o praktický humanismus.
V době, kdy byl hegelianismus na ústupu, hrozilo Marxově filosofii, že se ocitne v pozadí, neboť Marxova filosofie byla spojovaná s Hegelovskou filosofií. Toho se chtěl Althusser vyvarovat. Proto vsadil na tehdy populární strukturalismus a jasně oddělil Marxe od Hegela, kdy rozděluje Marxe na hegelovského (předvědeckého) a Marxe vědeckého.
Tento přechod nazýval epistemologický zlom (převzal od Gastona Bachelarda), který po roce 1845 podle Althussera zakládá vzniku marxistické vědy. Příznakem epistemologického zlomu je podle Althussera vznik nové problematiky, metody a proměna terminologie, kdy místo antropologických konceptů nastupují pojmy jako výrobní síly, společenská formace, nebo nadstavba. V případě Marxova Kapitálu jde především o použití konceptu nadhodnoty. Právě Kapitál Althusser řadí do Marxova vědeckého období a ve své knize Číst Kapitál se zabýval otázkami vědeckého poznání.
Althusser byl přesvědčený, že vědecké poznání a založení vědy nemůže být založeno hlavně na subjektu a jeho schopnosti získat poznatky (na kterém právě stojí humanismus), ale na konceptu antihumanismu.      
Antihumanismus podle Petra Kužely (český filozof) nezkoumá lidské potřeby, či podstatu (jak to dělá humanismus), ale zkoumá strukturu, která potřeby i lidskou podstatu společensky určuje. Právě humanismus Althusser kritizuje a říká, že základem už vědeckého marxismu je antihumanismus. Samotný pojem antihumanismus může vyvolávat pocit, že je vyhraněný proti člověku samotnému a nebere ohledy na jednotlivce, ale antihumanismus v pojetí Althussera se právě snaží o opak, o praktický humanismus a ilegitimizaci hrůz stalinismu.

## Kritika
Ačkoliv se Althusser proslavil svým strukturálním pojetím Marxe, s jeho dílem je spjata kritika a v dnešní době je Althusserová interpretace pokládána za nepřesvědčivou. Zpochybňováno je taky Althusserovo spojování se strukturalismem, kdy samotný zakladatel strukturalismu Lévi-Strausse prohlásil, že příbuznost mezi jeho strukturalismem a tím Althusserovým existovala jenom v představách Pařížanů, dokonce i sám Althusser se později vůči jeho spojováním se strukturalismem vymezoval.